# Chaetostoma
Chaetostoma és un gènere de peixos de la família dels loricàrids i de l'ordre dels siluriformes.

## Taxonomia
- Chaetostoma aburrensis  (Posada, 1909)[2]
- Chaetostoma aequinoctiale  (Pellegrin, 1909)[3]
- Chaetostoma alternifasciatum  (Fowler, 1945)[4]
- Chaetostoma anale  (Fowler, 1943)[5]
- Chaetostoma anomalum  (Regan, 1903)[6]
- Chaetostoma branickii  (Steindachner, 1881)[7]
- Chaetostoma breve  (Regan, 1904)[8]
- Chaetostoma brevilabiatum  (Dahl, 1942)[9]
- Chaetostoma changae  (Salcedo, 2006)[10]
- Chaetostoma daidalmatos  (Salcedo, 2006)[11]
- Chaetostoma dermorhynchum  (Boulenger, 1887)[12]
- Chaetostoma dorsale  (Eigenmann, 1922)[13]
- Chaetostoma dupouii  (Fernández-Yépez, 1945)[14]
- Chaetostoma fischeri  (Steindachner, 1879)[15]
- Chaetostoma greeni  (Isbrücker, 2001)[16]
- Chaetostoma guairense  (Steindachner, 1881)[7]
- Chaetostoma jegui  (Rapp Py-Daniel, 1991)[17]
- Chaetostoma lepturum  (Regan, 1912)[18]
- Chaetostoma leucomelas  (C. H. Eigenmann, 1918)[19]
- Chaetostoma lineopunctatum  (Eigenmann & Allen, 1942)[20]
- Chaetostoma loborhynchos  (Tschudi, 1846)[21]
- Chaetostoma machiquense  (Fernández-Yépez & Martin S., 1953)[22]
- Chaetostoma marcapatae  (Regan, 1904)[8]
- Chaetostoma marginatum  (Regan, 1904)[8]
- Chaetostoma marmorescens  (Eigenmann & Allen, 1942)[20]
- Chaetostoma microps  (Günther, 1864)[23]
- Chaetostoma milesi  (Fowler, 1941)[24]
- Chaetostoma mollinasum  (Pearson, 1937)[25]
- Chaetostoma niveum  (Fowler, 1944)[26]
- Chaetostoma nudirostre  (Lütken, 1874)[27]
- Chaetostoma palmeri  (Regan, 1912)[18]
- Chaetostoma patiae  (Fowler, 1945)[4]
- Chaetostoma paucispinis  (Regan, 1912)[18]
- Chaetostoma pearsei  (Eigenmann, 1920)[28]
- Chaetostoma sericeum  (Cope, 1872)[29]
- Chaetostoma sovichthys  (Schultz, 1944)[30]
- Chaetostoma stannii  (Lütken, 1874)[27]
- Chaetostoma stroumpoulos  (Salcedo, 2006)[11]
- Chaetostoma tachiraensis  (Schultz, 1944)[30]
- Chaetostoma taczanowskii  (Steindachner, 1882)[31]
- Chaetostoma thomsoni  (Regan, 1904)[8]
- Chaetostoma vagum  (Fowler, 1943)[5]
- Chaetostoma vasquezi  (Lasso & Provenzano, 1998)[32]
- Chaetostoma venezuelae  (Schultz, 1944)[33]
- Chaetostoma yurubiense  (Ceas & Page, 1996)[34][35][36][37][38][39][40]